# Kanton Saint-Nazaire-1
Der Kanton Saint-Nazaire-1 (bretonisch Kanton Sant-Nazer-1) ist seit 2015 ein französischer Kanton im Arrondissement Saint-Nazaire, im Département Loire-Atlantique und in der Region Pays de la Loire.

## Geschichte
Der Kanton entstand bei der Neueinteilung der französischen Kantone im Jahr 2015. Die Bewohner gehörten früher zu den Kantonen Saint-Nazaire-Ouest und Saint-Nazaire-Centre.

## Lage
Der Kanton liegt Westen des Départements Loire-Atlantique.

## Gemeinden
Der Kanton Saint-Nazaire-1 umfasst Teile der Stadt Saint-Nazaire: die Quartiere La Noë Cuneix, La Ville Heulin, Saint-Marc-sur-Mer und Ville Port der Stadt Saint-Nazaire.

## Politik
Im 1. Wahlgang am 22. März 2015 erreichte keines der sieben Wahlpaare die absolute Mehrheit. Bei der Stichwahl am 29. März 2015 gewann das Gespann Bertrand Choubrac/Annaïg Cotonnec (beide PS) gegen Florence Beuvelet/Philippe Cadiet (beide Union de la Droite) mit einem Stimmenanteil von 60,31 % (Wahlbeteiligung:44,3 %).
| Vertreter im conseil général des Départements | Vertreter im conseil général des Départements | Vertreter im conseil général des Départements |
| Amtszeit                                      | Name                                          | Partei                                        |
| --------------------------------------------- | --------------------------------------------- | --------------------------------------------- |
| 2015–                                         | Bertrand Choubrac Annaïg Cotonnec             | PS                                            |